# Seccionador

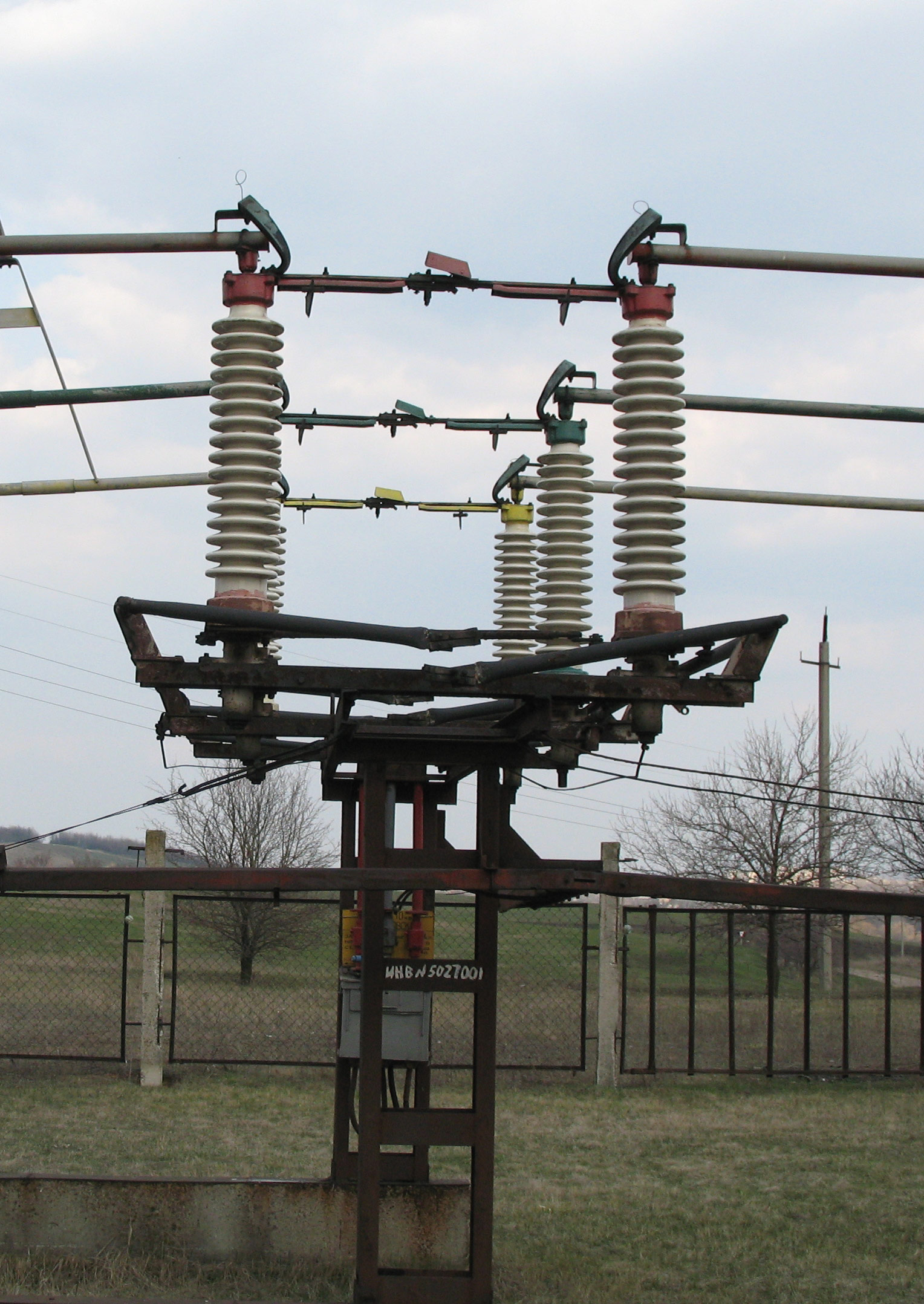
Seccionador trifásico

Un seccionador o desconectador es un componente electromecánico que permite separar de manera mecánica un circuito eléctrico de su alimentación, garantizando visiblemente una distancia satisfactoria de aislamiento eléctrico. El objetivo puede ser, por ejemplo, asegurar la seguridad de las personas que trabajen sobre la parte aislada del circuito eléctrico o bien eliminar una parte averiada para poder continuar el funcionamiento con el resto del circuito.
Al menos que se especifique, un seccionador, a diferencia de un disyuntor o de un interruptor, no tiene mecanismo de supresión del arco eléctrico y por tanto carece de poder de corte. Es imperativo detener el funcionamiento del circuito con anterioridad para evitar una apertura en carga. En caso contrario, se pueden producir daños severos en el seccionador debidos al arco eléctrico. Algunos seccionadores son capaces de interrumpir bajo carga/corriente, y son identificados como tal.

## Clasificación
Existen variaciones en la nomenclatura para algunos seccionadores según su uso. Por ejemplo, pero no solo:
- Seccionador de puesta a tierra: Para trabajos y reparaciones en algunas partes de los circuitos eléctricos, suele ser un requisito de seguridad que dicha parte esté conectada a tierra durante los trabajos. En ese caso, se deben cerrar los correspondientes seccionadores de puesta a tierra.

- Seccionador portafusibles: En baja tensión, el dispositivo incorpora en ocasiones un fusible, haciendo las veces de seccionador y portafusibles.